# النزاع المسلح في أو كيه كورال (فلم)
النزاع المسلح في أو كيه كورال (بالإنجليزية: Gunfight at the O.K. Corral) هو فيلم غربي أمريكي اُنتج سنة 1957، قام ببطولته برت لانكستر في دور وايات إيرپ وكيرك دوجلاس في دور دوك هوليداي، وأخرجه چون ستورجس من سيناريو كتبه الروائي ليون أوريس. وهو مبني على واقعة حقيقة حدثت في 26 أكتوبر 1881.
تم تصوير واقعة تبادل اطلاق النار في الفيلم كمعركة مسلحة تسليحًا ثقيلًا وقعت على نطاق متوسط. الحدث التاريخي نفسه استمر نحو 30 ثانية فقط، وكان القتال على نطاق قريب باستخدام عدد قليل من الأسلحة النارية.

## طاقم التمثيل
- برت لانكستر − وايات إيرپ
- كيرك دوجلاس − دوك هوليداي
- روندا فليمينج − لورا دينبو
- چو ڤان فليت − كيت فيشر
- چون أيرلاند − چوني رينجو
- لايل بيتجر − أيك كلانتون
- فرانك فايلن − الشِريف كوتون ويلسون
- إيرل هوليمان − نائب الشِريف تشارلي باسيت
- تيد دي كورسيا − شانجهاي پيرس
- دينيس هوپر − بيلي كلانتون
- ويت بيسيل − چون كِلام
- جورج ماثيوس − چون شانسي
- چون هدسون − ڤيرجيل إيرپ
- ديفورست كيلي − مورجان إيرپ
- مارتن ميلنر − چيمس 'چيمي' إيرپ
- لي ڤان كليف − إد بايلي
- چاك إلام − توم ماكلاوري
- پيتر لومان − چاك مورجان
- بريان جي هوتون − ريك

## جوائز
ترشح الفيلم لجائزتي أوسكار، أحسن مونتاج سينمائي (وارين لو)، وأحسن تسجيل صوتي (جورج دوتون).

## وصلات خارجية
مقالات تستعمل روابط فنية بلا صلة مع ويكي بيانات